# Janet Ågren
Janet Ågren (Landskrona, Suècia, 6 d'abril de 1949) és una model i actriu sueca. La seva carrera com a actriu es va desenvolupar principalment al cinema italià, fins a la seva retirada de l'actuació, a principis de la dècada del 1990.

## Trajectòria artística
Janet Ågren va néixer a Landskrona, Suècia.
Després d'uns inicis com a model, s'estableix a la fi de la dècada de 1960 a Itàlia, on realitza el seu debut al cinema amb 
I due crociati (1968), de Giuseppe Orlandini. Excepte alguna rara col·laboració amb cineastes no italians, Agren va desenvolupar la seva carrera com a actriu al cinema italià, intervenint en els gèneres més populars d'aquest, com el giallo, el spaghetti western humorístic o la comèdia eròtica a la italiana. Va aparèixer en un total de 57 pel·lícules, entre les més conegudes figuren: Paura nella città dei morti viventi (1980), de Lucio Fulci; 
Mangiati Vivi (1980), de Umberto Lenzi; Dagger Eyes (1983), de Carlo Vanzina; Red Sonja (1985), de Richard Fleischer i Hands Of Steel (1986), de Sergio Martino.
Janet també va aparèixer l'any 1972 al costat de Jack Lemmon a la comèdia de Billy Wilder Avanti! com una de les infermeres del baró.
Va deixar el cinema l'any 1991, amb la producció italo-brasilera Per sempre; es va establir després als Estats Units, on resideix en l'actualitat.

## Filmografia

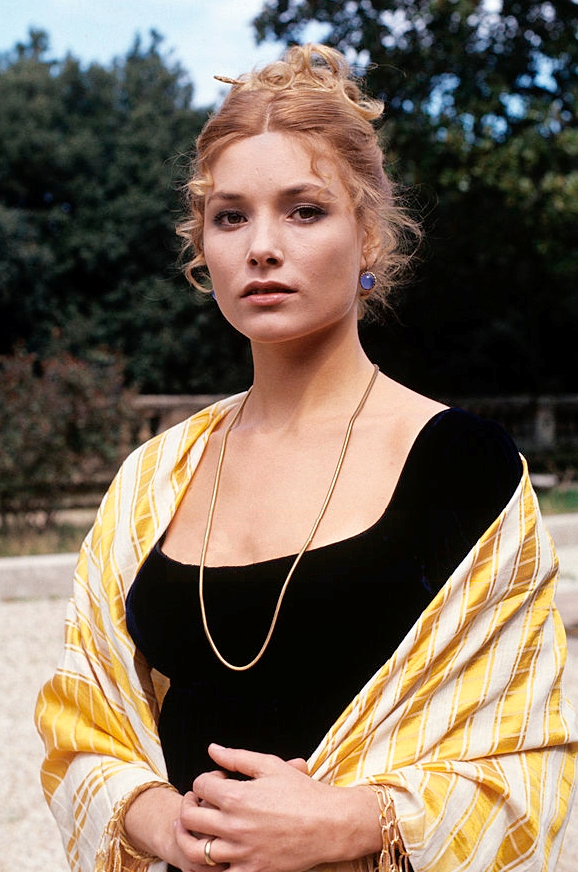
Janet Agren l'any 1975

### Cinema
- I due crociati, de Giuseppe Orlandini (1968)
- Donne, botte i bersaglieri, de Ruggero Deodato (1968)
- Colpo di stato, de Luciano Salce (1969)
- Il giovane normale, de Dino Risi (1969)
- Due occhi pieni di sole (Du soleil plein les yeux), de Michel Boisrond (1969)
- Pussycat, Pussycat, I Love You, de Rod Amateau (1970)
- Io non vedo, tu non parli, lui non sente, de Mario Camerini (1971)
- Io non spezzo... rompo, de Bruno Corbucci (1971)
- Racconti proibiti... di niente vestiti, de Brunello Rondi (1972)
- Fiorina la vacca, de Vittorio De Sisti (1972)
- Pulp, de Mike Hodges (1972)
- Què va ocórrer entre el meu pare i la teva mare? (Avanti!), de Billy Wilder (1972)
- La più bella serata della mia vita, de Ettore Scola (1972)
- La vita, a volte, è molto dura, vero Provvidenza?, de Giulio Petroni (1972)
- Tecnica di un amore, de Brunello Rondi (1973)
- Ingrid sulla strada, de Brunello Rondi (1973)
- Il Saprofita, de Sergio Nasca (1974)
- L'erotomane, de Marco Vicari (1974)
- L'assassí ha reservat nou butaques (L'assassino ha riservato nove poltrone), de Giuseppe Bennati (1974)
- Sensualitat, de Germán Lorente (1975)
- La polizia interviene: ordine di uccidere!, de Giuseppe Rosati (1975)
- Paolo Barca, maestro elementare, praticamente nudista, de Flavio Mogherini (1975)
- Chi dice donna dice donna, de Tonino Cervi (1976)
- Vai col liscio, de Giancarlo Nicotra (1976)
- Stato interessante, de Sergio Nasca (1977)
- Il commissario di ferro, de Stelvio Massi (1978)
- Bermude: la fossa maledetta, de Tonino Ricci (1978)
- Agenten kennen keine Tränen, de Menahem Golan (1978)
- Indagine su un delitto perfetto, de Giuseppe Rosati (1978)
- Il commissario Verrazzano, de Franco Prosperi (1978)
- Desdejuni amb llagosta (Aragosta a colazione), de Giorgio Capitani (1979)
- Set noies perilloses (7 ragazze di classe), de Pedro Lazaga (1979)
- Prestami tua moglie, de Giuliano Carnimeo (1980)
- Vendetta napoletana (Nur die Nacht war ihr Zeuge), de Ernst Hofbauer (1980)
- Mangiati vivi!, de Umberto Lenzi (1980)
- Paura nella città dei morti viventi, de Lucio Fulci (1980)
- L'onorevole con l'amant sotto il letto, de Mariano Laurenti (1981)
- La gatta da pelare, de Pippo Franco (1981)
- Ricchi, ricchissimi... praticamente in mutande, de Sergio Martino (1982)
- Sogni mostruosamente proibiti, de Neri Parenti (1982)
- Pànic / Bakterion (I vivi invidieranno i morti), de Tonino Ricci (1982)
- Occhio, malocchio, prezzemolo i finocchio, de Sergio Martino (1983)
- Mystère, de Carlo Vanzina (1983)
- Questo i quello, de Sergio Corbucci (1983)
- Vediamoci chiaro, de Luciano Salce (1984)
- Red Sonja, de Richard Fleischer (1985)
- Aladí (Superfantagenio), de Bruno Corbucci (1986)
- Vendetta dal futuro, de Sergio Martino (1986)
- La notte degli squali, de Tonino Ricci (1987)
- Il ragazzo dal quimono d'oro, de Fabrizio D'Angelis (1987)
- Quella vila in fondo al parco, de Giuliano Carnimeo (1988)
- Magdalene, de Monica Teuber (1989)
- Per Sempre, de Walter Hugo Khouri (1991)

### Televisió
- L'amaro caso della baronessa di Carini (1975), miniserie de TV (Repti 1)
- Per amore, miniserie de TV (1976) (Repti 1)
- I racconti fantastici di Edgar Allan Poe (1979), miniserie de TV (Repti 1)
- Se Parigi... (1982), programa televisiu de varietats presentat al costat de Lli Banfi (Rai 2)